# Олошаг (Тимиш)
Олошаг (рум. Oloșag) насеље је у Румунији у округу Тимиш у општини Штиука. Oпштина се налази на надморској висини од 149 m.

## Прошлост
По "Румунској енциклопедији" место је помиње у документима 1595. године. По другом извору оно постоји и 1437. године као "Олахсаг" (Румунско село). По одласку Турака, 1717. године у њему је пописано 22 куће.
Аустријски царски ревизор Ерлер је 1774. године констатовао да место припада округу и дистрикту Лугож. Становништво је било претежно влашко.

## Становништво
Према подацима из 2002. године у насељу је живело 301 становника.

### Попис2002.
| Расподела становништва по националности 2002.‍ | Расподела становништва по националности 2002.‍ | Расподела становништва по националности 2002.‍ | Расподела становништва по националности 2002.‍ | Расподела становништва по националности 2002.‍ |
| --------------------------------------------- | --------------------------------------------- | --------------------------------------------- | --------------------------------------------- | --------------------------------------------- |
|                                               |                                               |                                               |                                               |                                               |
| Румуни                                        | Румуни                                        |                                               | 246                                           | 82,3%                                         |
| Украјинци                                     | Украјинци                                     |                                               | 53                                            | 17,7%                                         |